# Batman: Arkham City
Batman: Arkham City és un videojoc d'acció/aventura, basat en l'univers de Batman, el personatge de DC Comics. Va sortir als EUA el 18-10-2012, i a Europa el 21-10-2012.
El joc ha estat desenvolupat per Rocksteady Studios i publicat per Eidos Interactive en conjunció amb Warner Bros. Interactive Entertainment.

## Desenvolupament
La història ha estat co-escrita per Paul Dini (Batman: The Animated Series, Detective Comics), mentre que Wildstorm ha elaborat les aparicions dels personatges. Game Informer avança que Arkham City serà l'experiència de Batman definitiva i que el repartiment d'actors de veu ho reflectirà, incloent en el doblatge anglès Kevin Conroy com a Batman, Mark Hamill com a the Joker i Arleen Sorkin com a Harley Quinn en el joc, repetint el seu paper de veu de la llarga DC Animated Universe. Tom Kane s'uneix al repartiment com a Commissari Gordon, Amadeus Arkham i Warden Sharp. El joc estarà basat en la franquícia Batman de 70 anys com un tot i no estarà lligat a cap adaptació especial. Arkham funcionarà en el Unreal Engine 3 d'Epic Games. La versió de Windows farà servir el servei Windows Live de Microsoft, permetent al jugadors registrar una puntuació.